# Cambridge University Press

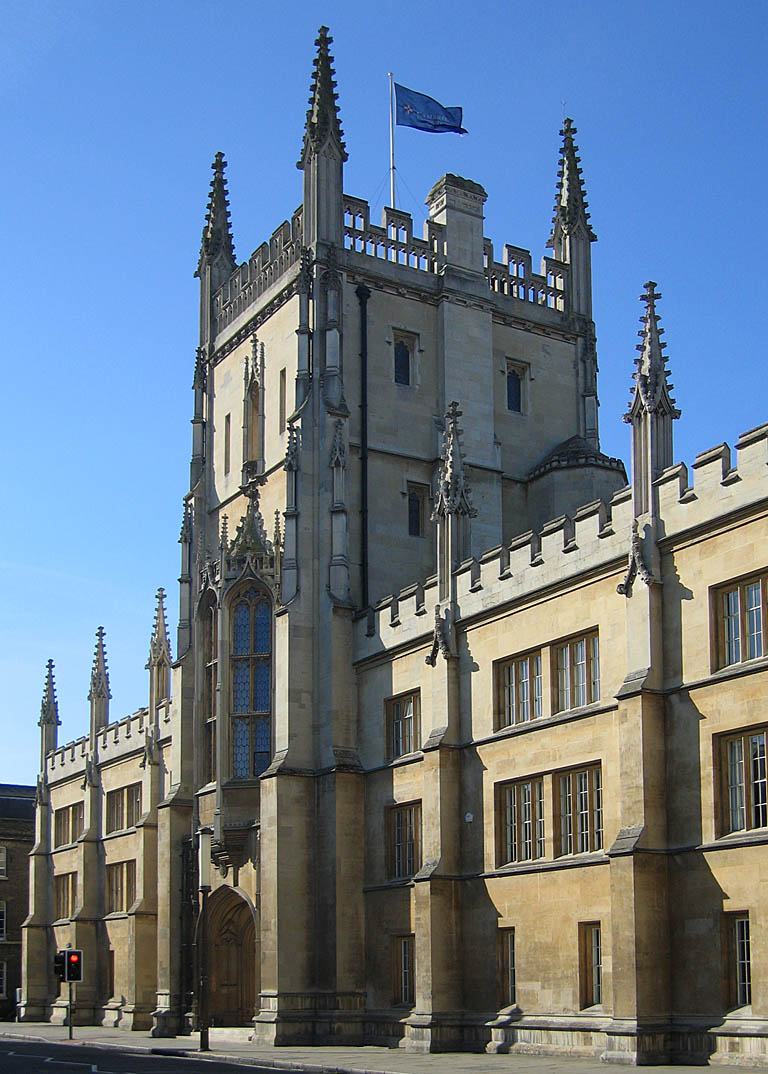
Siedziba główna wydawnictwa w Cambridge

Cambridge University Press – angielska oficyna wydawnicza, działająca od 1534 na mocy edyktu króla Henryka VIII. Jest najstarszym nieprzerwanie działającym wydawnictwem na świecie. Zajmuje się wydawaniem pozycji naukowych i edukacyjnych, adresowanych do odbiorców na całym świecie, w tym wydawnictwami z zakresu nauczania języka angielskiego jako obcego. Siedzibą wydawnictwa jest Cambridge; jego biura działają w Europie, Ameryce Północnej, Południowej, na Bliskim Wschodzie, w Afryce, Azji i Oceanii.

## Historia
Cambridge University Press jest zarówno najstarszym nieprzerwanie działającym wydawnictwem na świecie, jak też najstarszym wydawnictwem uniwersyteckim. Jego działalność rozpoczęła się w  1584 na mocy przywileju Letters Patent wydanego 50 lat wcześniej przez króla Henryka VIII. W wydawnictwie publikowali swoje dzieła m.in. John Milton, William Harvey. Isaac Newton, Bertrand Russell i Stephen Hawking. W 1874 wydawnictwo rozpoczęło wydawanie podręczników szkolnych. W 1893  zainicjowano publikację czasopism naukowych tytułem Journal of Physiology, który do dziś pozostaje jednym z najważniejszych pism naukowych oficyny. Jednym z oddziałów wydawnictwa był Canto, który publikował tańsze przedruki swych dzieł w okładce broszurowej. Zwykle pozbawione są ilustracji i wykresów. Seria, która przyczyniła się do popularyzacji wiedzy, jest obecnie zamknięta.

## Oferta wydawnictwa
Obecnie Cambridge University Press wydaje 2 tysiące książek i 150 czasopism rocznie, a pracuje dla niego 24 tys. autorów w 108 krajach. Specjalizuje się w wydawaniu książek naukowych, medycznych, podręczników akademickich i szkolnych na wszystkich poziomach: od szkoły podstawowej aż po studia podyplomowe. Publikuje również Biblię, modlitewniki i ok. 230 czasopism naukowych.